# 斯昆特納 (阿拉斯加州)
斯昆特納（英語：Skwentna）是位於美國阿拉斯加州馬塔努斯卡-蘇西特納自治市鎮的一個非建制地區和人口普查指定地區。根據2010年美國人口普查，該地共人口529人，而該地的面積約為1164.80平方千米。

## 地理
斯昆特納的座標為61°52′46″N 151°15′59″W / 61.87944°N 151.26639°W，而該地的平均海拔高度為44米（即144英尺）。